# フアン・カルロス・バルコス
フアン・カルロス・バルコス（Juan Carlos Barcos  1948年4月30日 - ）は、スペインのパンプローナ県パンプローナ出身の柔道家。2009年から2021年までIJF審判主任理事を務めた。

## 人物
柔道家として大きな実績はあげていない。しかし、1977年にIJFのインターナショナル審判員になると、その後のモスクワ・オリンピック、ロサンゼルスオリンピック、ソウルオリンピックの3大会で審判を務めた。1990年にはEJUの審判理事となった。2001年にはIJF審判理事に就任した。2007年にはスペイン柔道連盟会長にも就任した。2009年の世界選手権からは審判員を監督するジュリーとして、畳の上の主審に無線であれこれ指示を与えて、大きな権限を発揮するようになった。その後、2012年のロンドンオリンピック男子66kg級準々決勝の海老沼匡対曺準好では大きな物議を醸すことになった。この試合では延長戦に入ってから海老沼の小内巻込に主審のエディソン・ミナカワが有効を示したものの、ジュリーによって取り消された。その後両者ポイントなく試合が終了して判定になると、主審と副審2名がともに曺に旗を上げた。これに対して場内からは大ブーイングが巻き起こり、ジュリーからもこの判定に異議が唱えられたことで旗判定のやり直しとなると、今度は海老沼に旗があがることになった。今大会の審判員長を務めるバルコスは、「あの海老沼の技は有効に近かった。そのため、3人のジュリーが3人とも海老沼の勝ちだと判断し、判定をくつがえすよう審判に伝えた。審判はミスをするものだ」と事情を説明した。IJFもこの件に関して声明を出して、判定をやり直させるような事態は今回が初めてのケースではあったものの、「最終的に正しい判定だった」とした。今大会審判員を務めた大迫明伸は、バルコス及びバルコスとともにIJF審判理事を務めるオランダのヤン・スナイデルスが、ジュリーとして巨大な権限を有していると指摘した。2021年には審判主任理事から退任した。
IJF会長のマリウス・ビゼールの腹心として、ヤン・スナイデルスとともにルール変更にも影響力を有している。レスリングとの明確な差別化や、視聴者へより魅力的でわかりやすい視点を提供するという観点から、2010年には下半身への手や腕による攻防が制限され、2013年からは試験的に全面禁止(2014年からは正式に禁止)されることになった新ルールの制定にも大きく関わった。また、ロンドンオリンピックでの騒動を契機に旗判定も廃止となり、本戦で決着が着かなかった場合は、延長戦においてどちらかが先にポイントをあげるまで試合が続行される方式が採用されることになった。
なお、地元で運営していたスポーツクラブを他人に賃貸して、直接経営には関わらなくなったことで煩雑さから解放されて、IJFの要職に就く身分として年に150日以上世界各地を飛び回り、思う存分柔道界の仕事に専念できるようになったという。2003年から2007年までIJFの教育コーチング理事を務めていた山下泰裕は、IJFで仕事をするにあたってバルコスが一番信頼できる存在であったと述べている。